# Armada Music
Armada Music es un sello discográfico independiente, especializado en música electrónica. Fue fundado en 2003 por Armin van Buuren, Maykel Piron y David Lewis, utilizando las dos primeras letras de sus nombres para formar el nombre.
Con casi 40,000 lanzamientos, entre sencillos, discos, DVD y compilados, Armada Music es uno de los sellos más importantes de música electrónica a nivel mundial.
A partir de diciembre de 2015, la etiqueta había ganado el premio "Mejor etiqueta de registro mundial" durante cinco años consecutivos en los International Dance Music Awards (IDMA). Armada recibió dos nominaciones en los 2014 IDMAs. La Academia de Música Electrónica, una empresa conjunta entre Armada, Google, Point Blank y DJmag, recibió el 'People's Voice Awards' en 2014 Webby Awards . En 2016, Armada Music fue una de las 21 etiquetas nominadas para la campaña IMPALA FIVEUNDERFIFTEEN arroja luz sobre las jóvenes marcas más inspiradoras de Europa. La etiqueta recibió el Premio IMPALA Young Label Spotlight.
Armada además, está constituido por otros 46 subsellos, propiedad de algunos de los DJ más importantes del mundo, como lo son Cedric Gervais, Andrew Rayel, W&W, Sunnery James & Ryan Marciano, Loud Luxury, Lost Frequencies, MaRLo así como entre otros.

## Historia
En el año 2010, Armada Music, en búsqueda de una ampliación a nivel comercial, forma una unión con otros dos sellos de gran importancia, Vandit, propiedad de Paul van Dyk y Perfecto Records, de Paul Oakenfold, convirtiéndose así, en el sello de Trance más importante del mundo.

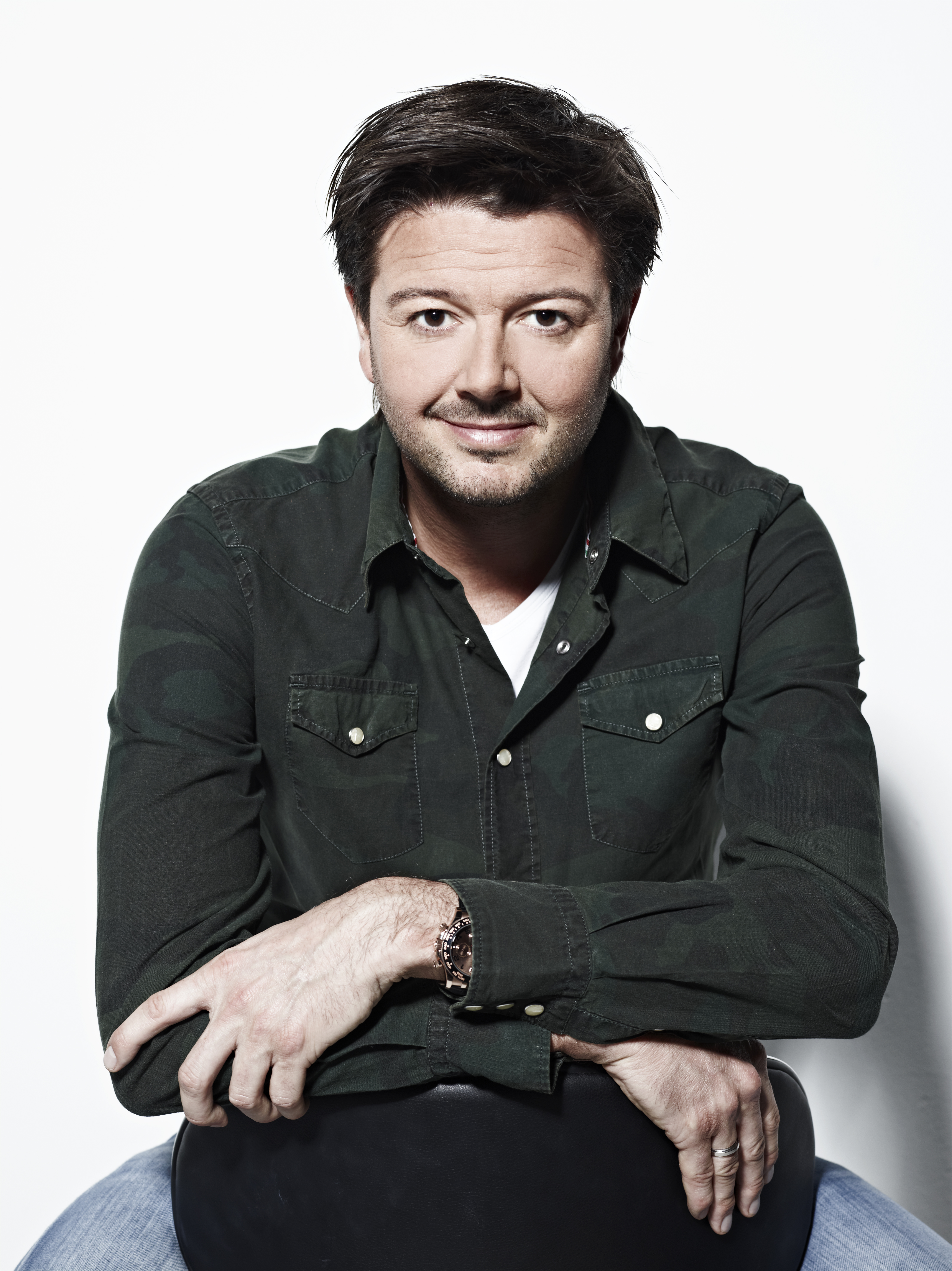
'(MA)' Maykel Piron

A su trabajo como compañía discográfica, se le suman numerosos eventos de gran magnitud, como lo son las Armada Night (shows en los que participan DJ del sello), y distintas fiestas durante la temporada de verano en Ibiza.